# ムラト・ガイダロフ
ムラト・ガイダロフ（ベラルーシ語:Мурад Гайдараў、ローマ字:Murad Gaidarov、1980年2月13日 - ）は、ベラルーシのレスリング選手。

## 来歴
ロシア連邦ダゲスタン共和国ハサフルト出身。2000年までロシア代表として国際大会に出場していた。
ガイダロフは、2004年アテネオリンピックでもフリースタイル74kg級に出場。予選リーグ全勝で準々決勝に勝ち上がるが、金メダルを獲得したロシアの強豪ブバイサ・サイティエフに敗れた。2008年北京オリンピックレスリングフリースタイル74kg級では銅メダリストとなった。

## 相次ぐ暴力行為
アテネオリンピックでのガイダロフは、今大会を含めてオリンピックで3度優勝することになるサイティエフに準々決勝で敗れた後に、サイティエフを待ち構えて殴りかかるという暴力行為を犯した。IOCからはこの件で厳しく叱責され、FILA（国際レスリング連盟：現UWW（世界レスリング連合））からは失格処分を受けた。2014年の世界選手権では3回戦で高谷惣亮にパンチをするなどの反則攻撃をしたが0－4で敗れた。その後、高谷が準決勝に備えてウォーミングアップ場で休憩を取っていたところに背後から突然近寄って、高谷の頭にポットの熱湯をかけるという暴挙に出た。また、今大会では敗者復活戦でもラフプレーの反則を犯して反則負けとなり順位を剥奪された。それだけにとどまらず、別の試合の判定にも抗議するため審判席に乗り込んで、UWWの事務総長や審判員に暴行を働くなど傍若無人の態度に打って出た。日本レスリング協会は高谷の一件でUWWに厳重抗議することになった。副会長の馳浩も、「永久追放に値する行動」とコメントした。UWWもガイダロフの選手資格剥奪などの厳しい処分を科す考えがあることを示唆した。その後UWWは、今回の1件でガイダロフに3年間の出場停止処分と罰金1万スイス・フラン（約135万円）を科した。2019年に復帰するも、世界選手権では初戦で敗れた。その後、インドチームのコーチとなった。

## 実績
- オリンピック
  - 2008年北京オリンピック　銅メダル
- 世界選手権
  - 2位　2003年
- ヨーロッパ選手権
  - 2位　2002、2004、2008年
  - 3位　2003年